# Шевченковка (Сумская область)
Шевченковка (укр. Шевченківка) — посёлок,
Жовтневенский поселковый совет,
Белопольский район,
Сумская область,
Украина.
Код КОАТУУ — 5920655314. Население по переписи 2001 года составляло 159 человек .

## Географическое положение
Посёлок Шевченковка находится на расстоянии в 2,5 км от правого берега реки Вир.
На расстоянии до 2-х км расположены сёла Беланы, Бутовщина и посёлок Амбары.